# Tourbillon marginal
 (décembre 2017).
Pour les articles homonymes, voir Tourbillon.

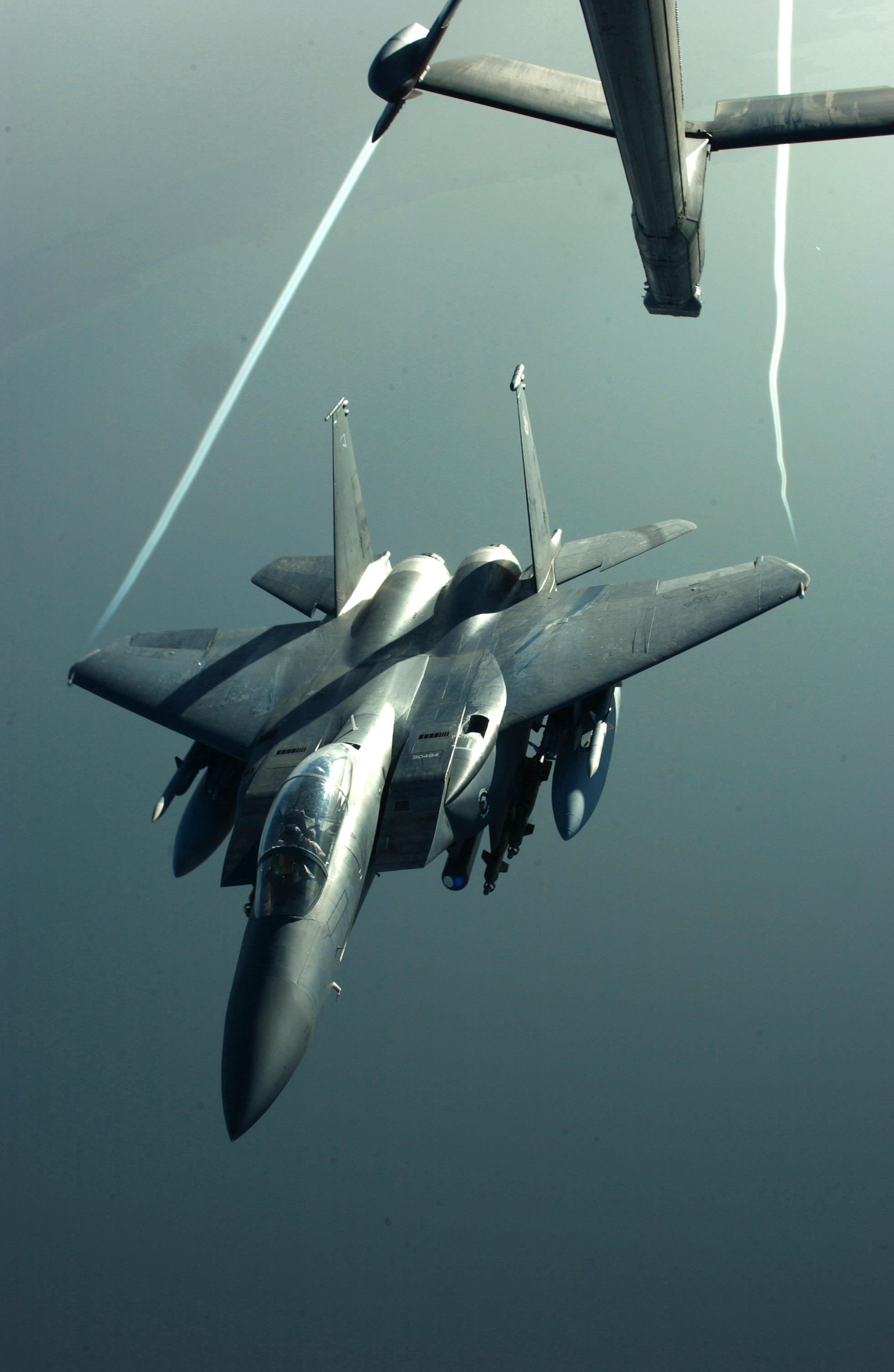
Traces de condensation dues au tourbillon marginal aux extrémités des ailes d'un F-15E après un ravitaillement en vol

Le tourbillon marginal (en anglais wingtip vortex ou au pluriel wingtip vortices) est le tourbillon qui se crée à l'extrémité d'une aile d'un avion produisant de la portance. Il se produit aussi à l'extrémité d'une pale, en rotation dans un fluide, tel qu'une hélice. Il est aussi appelé Tourbillon de Prandtl.
Le tourbillon marginal s'explique par le mouvement de l'air passant de la zone de surpression (intrados) vers la zone de dépression (extrados), et par la déflexion de l'écoulement vers le bas qui en résulte. Par rapport à l'air situé à l'extérieur de l'aile, non défléchi, cette composante de vitesse vers le bas se traduit par un enroulement tourbillonnaire à l’extrémité de l'aile, d'où son appellation de tourbillon marginal.

## En aéronautique

Tourbillon marginal sur une aile conventionnelle et une aile avec winglet

Le tourbillon marginal est un élément important de ce que l'on nomme la turbulence de sillage qui est un phénomène dangereux si un avion entre dans la turbulence laissée par un avion qui le précédait. Cela a conduit la FAA à définir des distances minimales entre avions en fonction de leurs poids respectifs au décollage, à l'atterrissage et en vol. La loi de Biot et Savart permet de mesurer la vitesse induite par un tourbillon marginal selon une intensité donnée.
Un tourbillon peut également apparaitre sur des parties formant des angles avec le plan des ailes, telles que par exemple les volets quand ils sont abaissés. Une image du tourbillon marginal est parfois visible avec de la condensation de vapeur d'eau qui se forme dans des conditions de basse pression. C'est surtout le cas des avions de chasse en forte accélération ou avec un angle d'incidence élevé. Ou encore des avions de ligne au décollage ou à l'atterrissage dans un air humide. Il ne faut pas confondre cette condensation avec les trainées de condensation qui sont provoquées par la vapeur d'eau échappée des moteurs.
Le tourbillon marginal est moins fort sur les avions avec des ailes de grand allongement tels que les planeurs. Cependant, il reste dangereux surtout à basse vitesse (lors de l'approche, pour les avions de ligne). Il est plus élevé sur les avions avec des ailes d'allongement réduit comme les avions de combat. La condensation de la vapeur d'eau issue des moteurs, déclenchée par les particules de suies chaudes provenant de la combustion du Kérosène dans l'atmosphère très froide, s'enroule autour du tourbillon marginal sous son influence tourbillonnaire.
Les winglets (ailettes de bout d'aile) tendent à diminuer l'importance du tourbillon marginal en transformant une partie de son énergie pour réduire la traînée et ainsi la consommation de carburant. On dit qu'elles augmentent l'allongement aérodynamique.

Effets des tourbillons marginaux
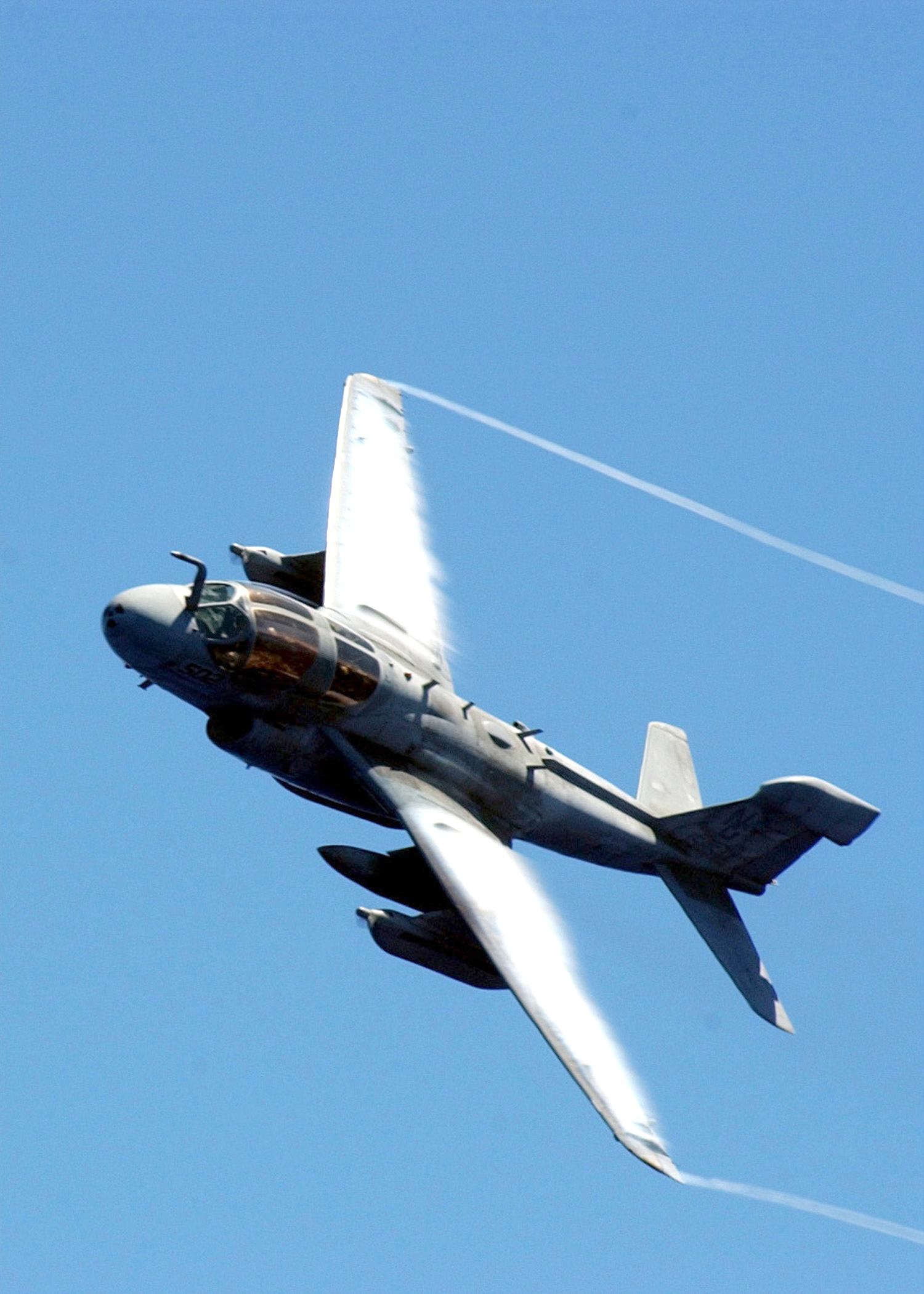
Un EA-6 Prowler avec condensations en extrémité d'ailes, mais aussi sur l'extrados (partie supérieure de l'aile).
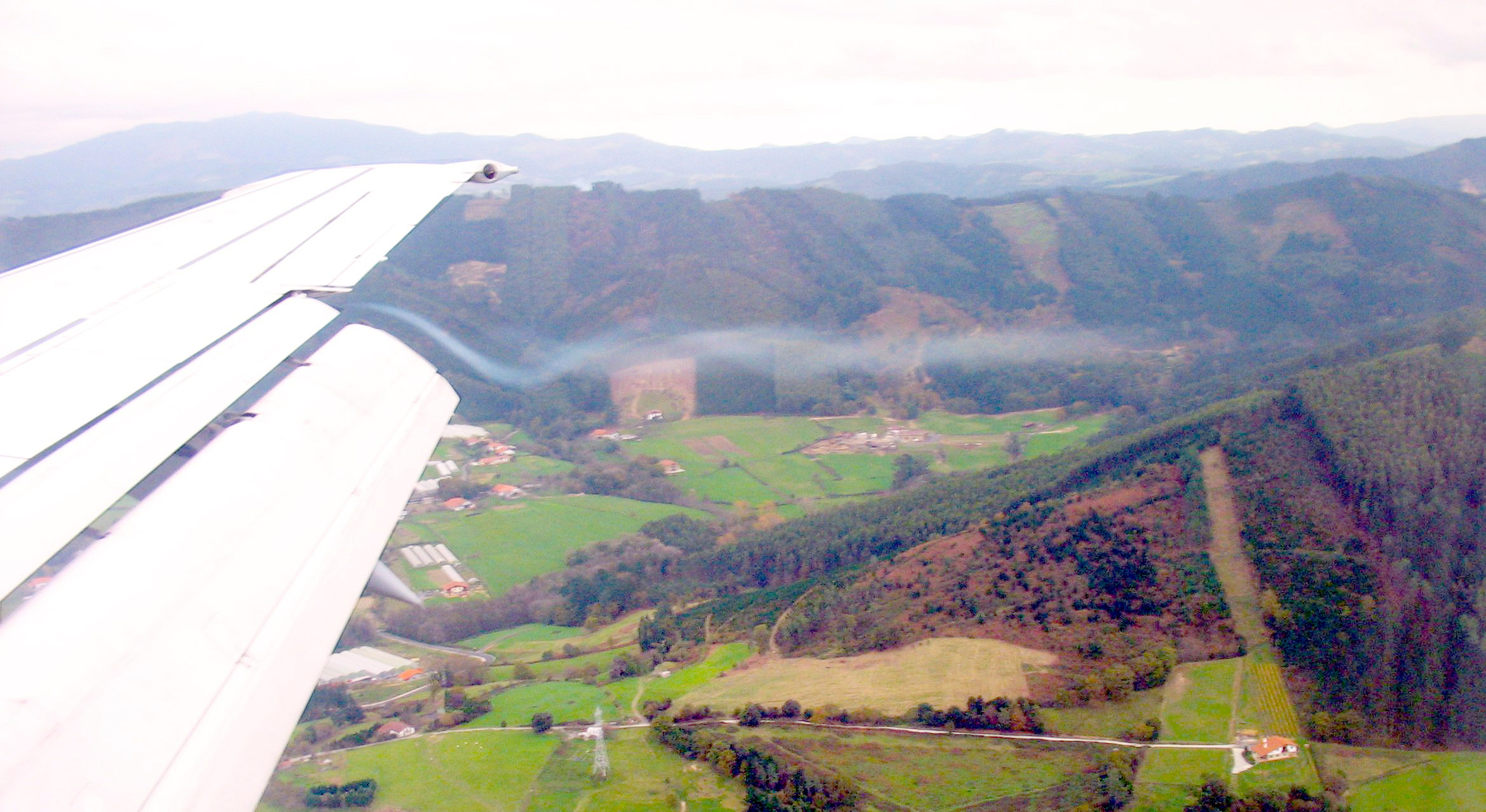
Condensation autour des volets abaissés d'un avion commercial.
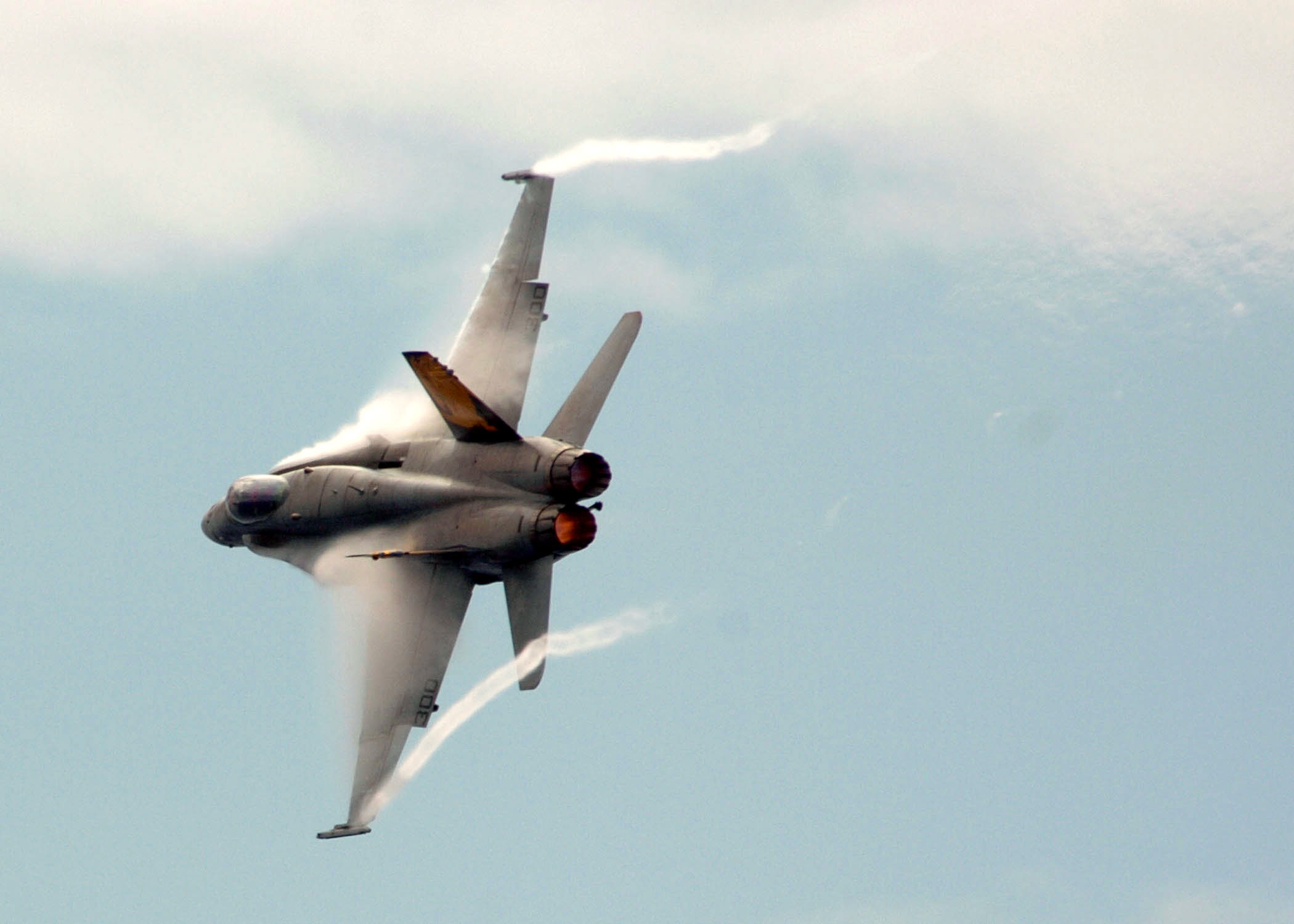
F/A-18C laissant des traînées de condensation dans les parties de basse pression des tourbillons aux extrémités de ces ailes.
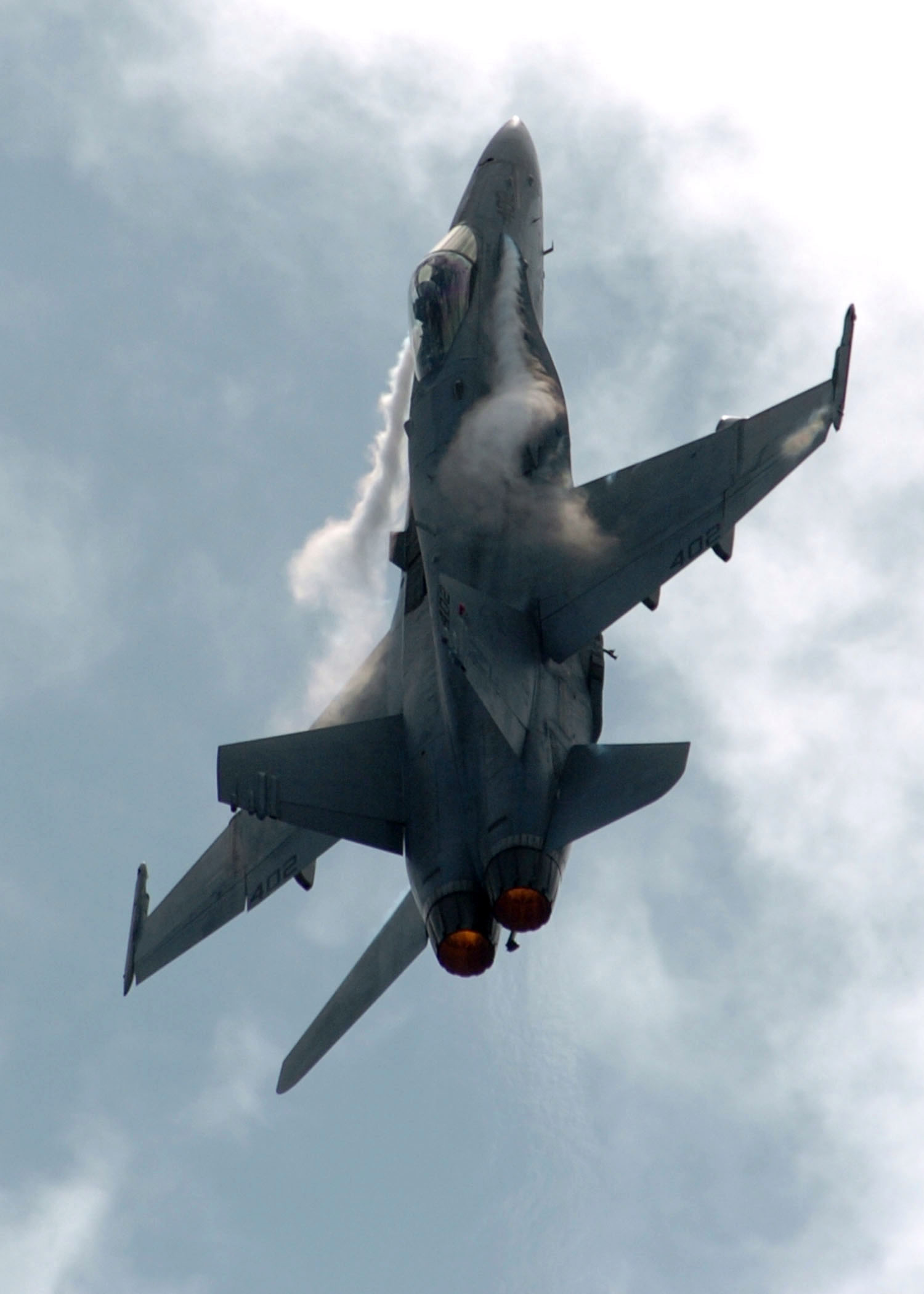
F/A-18C avec condensation de turbulences sur les becs d'attaque des ailes.
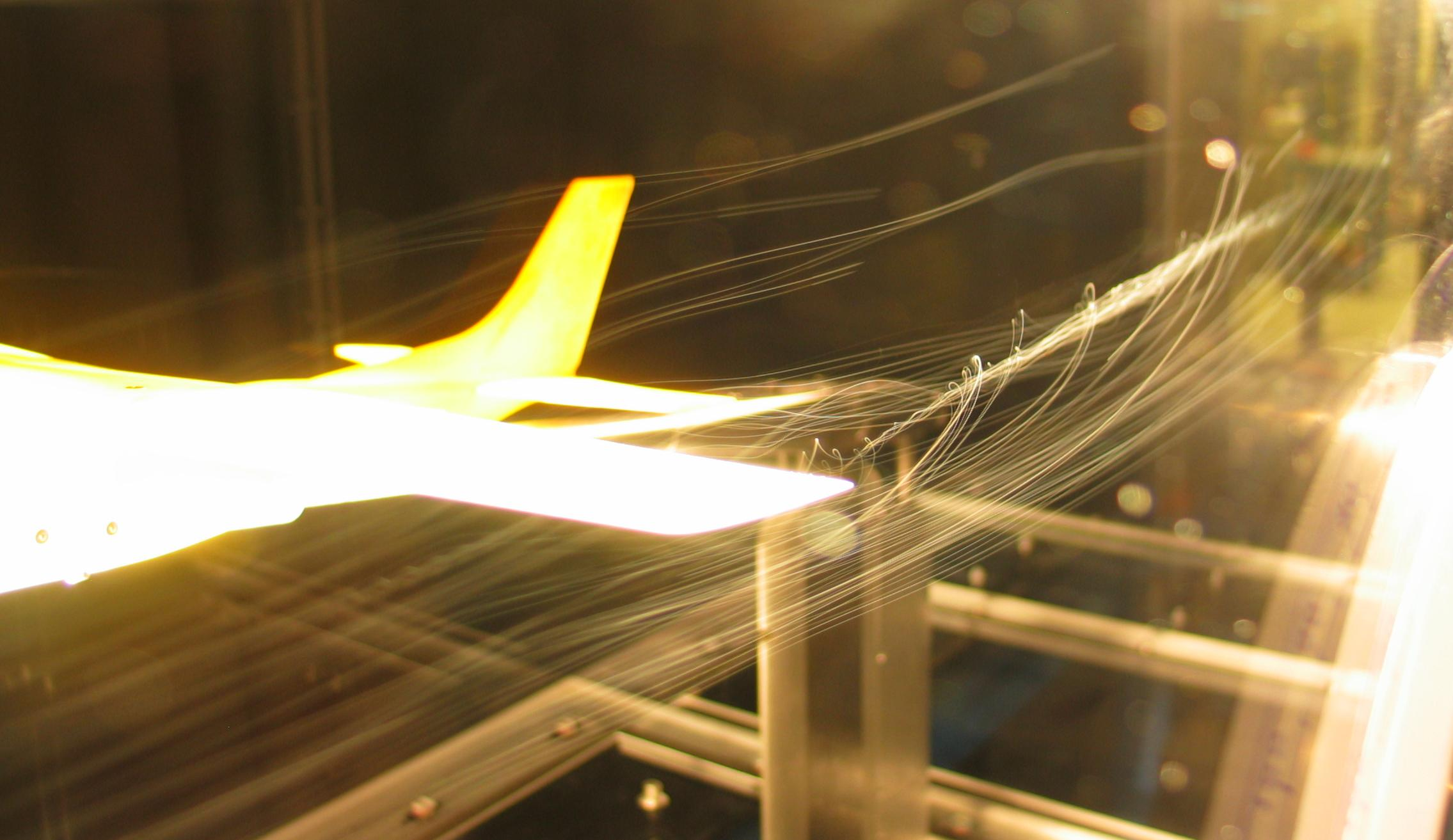
Tourbillon marginal sur un Cessna 182 en soufflerie.
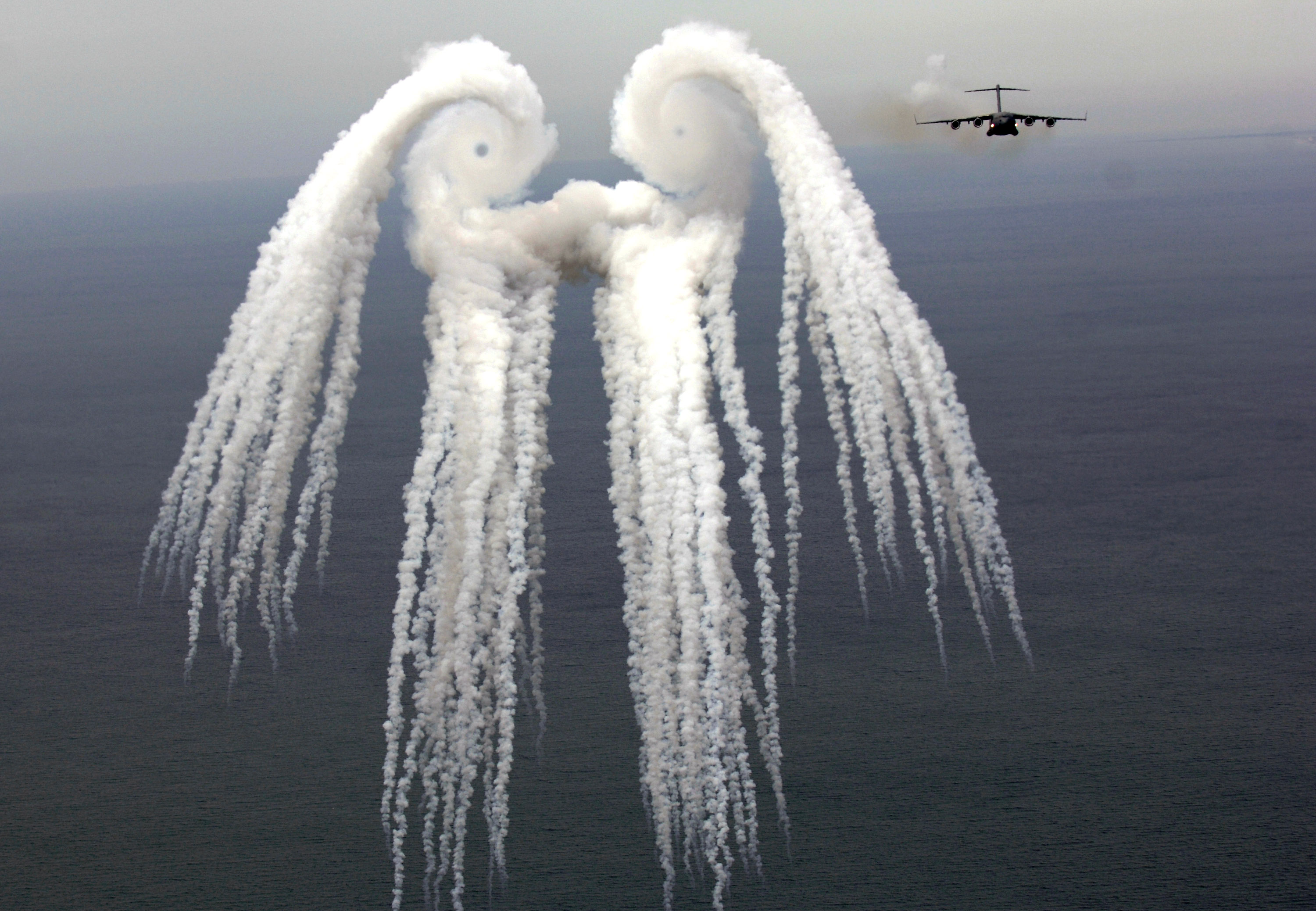
Tourbillon marginal visible dans des fumigènes largués par un C-17 Globemaster III.
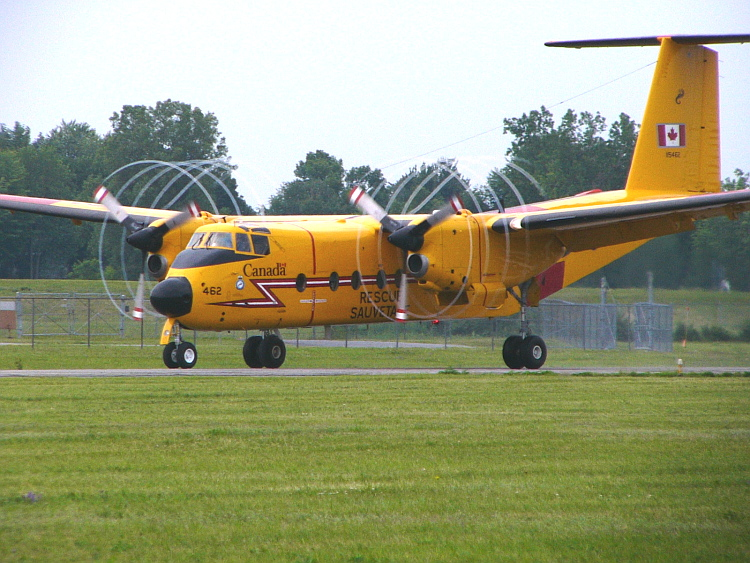
Traces de turbulence autour des hélices d'un avion dont le moteur monte en régime.
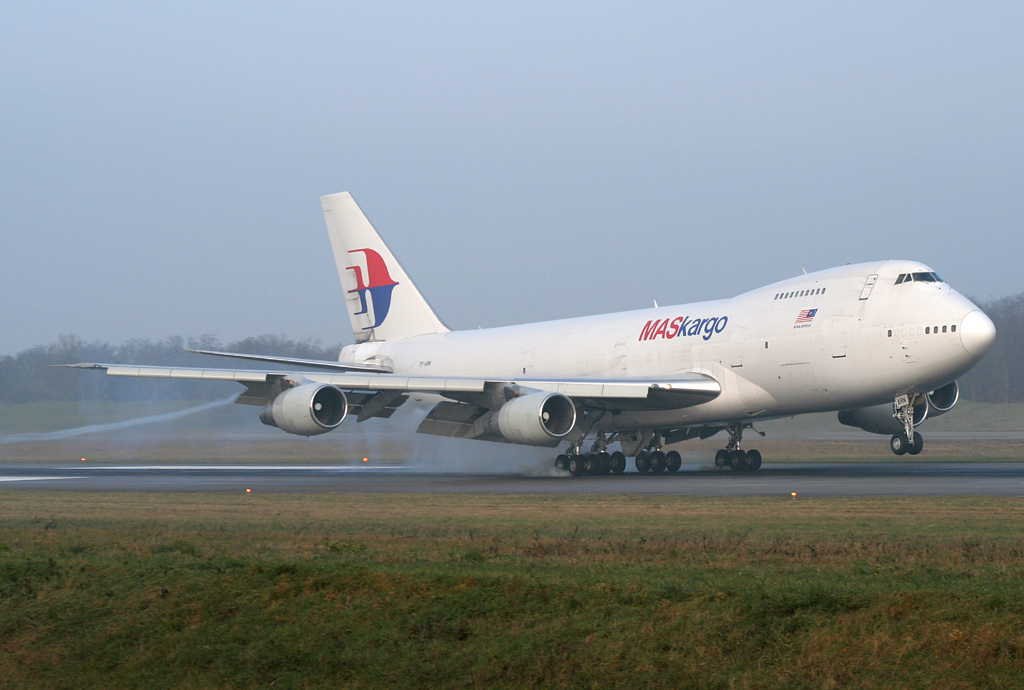
Boeing 747 à l'atterrissage à Bâle

## Oiseaux

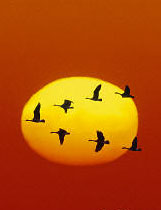
Oies du Canada en formation en V.

Les oiseaux migrateurs utilisent l'effet du tourbillon marginal en adoptant une formation en V. À l'exception de celui de tête, qui est remplacé régulièrement, tous les oiseaux bénéficient d'une légère portance supplémentaire occasionnée par l'oiseau qui le précède dans la formation[réf. nécessaire].

## Autres champs d'application
Un tourbillon marginal se développe à partir du bout des extrémités de pales des éoliennes à axe horizontal. Il est à l’origine du bruit de souffle des éoliennes (100 décibels au sommet du mat), ainsi que de pertes de performance.
En hydrotechnique, les ingénieurs de la marine étudient la cavitation du tourbillon marginal provenant de l'extrémité des hélices, et dont l'impact sur la poussée des hélices sous l'eau est important. En France, de 1991 à 1995, la Direction de la Recherche et de la Technologie a déployé d'importants moyens pour en étudier le phénomène.

### Articles liés
- Loi de Biot et Savart
- Tourbillon de Prandtl
- Turbulence de sillage
- Instabilité de Crow